# Paola Masino
Paola Masino (Pisa, 20 de maig de 1908 - Roma, 27 de juliol de 1989) fou una escriptora italiana, intel·lectual de vanguardia i figura icònica als cercles artístics i literaris europeus del segle xx. La seva novel·la més cèlebre és Naixement i mort de la mestressa de casa'. Segons la seva autora, "un llibre maleït" que no només va ser censurat pel feixisme, sinó que també va ser bombardejat juntament amb la imprenta on es trobava. Masino va haver de tornar-lo a escriure.

## Biografia
Paola Masino era filla d'Enrico Masino i de l'aristòcrata Luisa Sforza. La intel·lectual va viure en un ambient familiar on es tenia gran passió per la literatura i la música. Des de petita, especialment al·lentada pel seu pare, Paola Masino va aficionar-se a llegir clàssics i escoltar a grans artistes com Beethoven, Mozart i Wagner. Al 1924 va escriure un drama, Les tres Maries, presentat a Pirandello i del qual va rebre grans elogis. Al març de 1927 va conèixer Massimo Bontempelli, qui estava separat de la seva esposa i era trenta anys major que Paola. No van tardar a iniciar una relació amorosa malgrat tenir a la familia d'ella en contra. A més a més, van fer una col·laboració literària junts: Paola va col·laborar a la revista "900", dirigida per Bontempelli, i junts van escriure el drama mai publicat de The Titanic.
Al 1929 es va mudar a Florència. Més tard, a París amb Bontempelli. A la ciutat italiana va dedicar-se a fer de secretària editorial de L'Europe Nouvelle i Bureau International de Coopération Intellectuelle. Masino parlava amb intel·lectuals, artistes italians i estrangers, solucionava les seves consultes i els relacionava en un ambient d'allò més literari. Entre ells es trobaven Il'ja Ehrenburg, Ramón Gómez de la Serna, Paul Valéry, Max Jacob, André Maurois, André Gide, Emil Ludwig, Giorgio de Chirico, Alberto Savinio, Luigi Pirandello, Guido Peyron, Filippo de Pisis, Nino Bertoletti, Pasquarosa Marcelli Bertoletti, Giovanni Comisso, Adriana Pincherle, Onofrio Martinelli, Arturo Loria…
La seva amistat amb Joséphine Baker, Polia Chentoff i Kiki de Montparnasse també és recordada. El 29 de maig de 1930, a París, De Pisis va pintar el seu retrat, un dels més recordats de tots els que va fer el pintor de les figures femenines de l'època. De retorn a Roma al 1931, Masino va publicar les històries de la Decadenza della morte i la novel·la Monte Ignoso, gràcies a la qual va rebre un premi en el Premio Viareggio.
El seu èxit professional va continuar al 1933, quan Marino va guanyar el segon premi Viareggio gràcies a la novel·la Periferia, escrita en l'estil del realisme màgic. Marino i la seva novel·la van haver de lidiar, per primer cop, amb les censures d'una part poderosa del franquisme. En aquest context, Bontempelli va animar-se no només a criticar el franquisme, sinó a allunyar-se de qualsevol moviment sota aquesta ideologia. Les seves crítiques obertes el portaren a ser expulsat del partit i, al 1939, va haver d'exiliar-se a Venècia. Masino no va dubtar en anar-se'n amb ell al Palazzo Contarini. Va ser aquí, en aquesta fugida, on Masino va inspirar-se per escriure la novel·la 'Naixement i mort de l'ama de casa' que més tard es publicaria al semanari 'Tempo'. La novel·la no va agradar al Règim, que va prohibir la seva difusió fins al 1945.
Amb la caiguda de Mussolini, al juliol de 1943, Paola i Massimo Bontempelli tornaren a Roma, a on a finals d'any van ser informats de la sentència de mort decretada pel Règim a Bontempelli i el conseqüent exili de Paola. Durant aquest temps, van decidir amagar-se a casa d'uns amics. Juntament amb Alberto Moravia, Alberto Savinio i Guido Piovene van fundar el seminari Città. Més tard, en traslladar-se a Milà, es van aproximar als ideals comunistes i ella va començar a col·laborar amb revistes com Spazio, Epoca, 1945, Crimen, Foemina, Mercury, We women i New Routes. Al 1945 va sortir publicada una col·lecció dels seus Poemes.
Al 1950, Paola i Massimo Bontempelli retornaren a Roma de forma definitiva. Paola va col·laborar amb Rai, va escriure òpera, es va dedicar a fer traduccions i va continuar escrivint quaderns d'Appunti. Amb la mort de Bontempelli, al 1960, la intel·lectual va tractar escrits per una edició especial de dos volums de les seves obres. A més a més, va compondre una extensa autobiografia titulada Àlbum de roba que es va inserir de forma gradual en els quaderns d'Appunti.
La seva última obra va ser el poema Ninna Nanna, publicat al 1966 per la revista La Battana. Finalment, mor el 27 de juliol de 1989.
El 16 de juliol de 2010, el Municipi de Roma col·loca una placa commemorativa a la casa de Viale Liegi 6, on va viurefins a la seva mort. Es troba al cementiri Flaminio a Roma.

## Obres

### Novel·les i records
- Monte Ignoso, Bompiani, Milà, 1931; Melangolo, Gènova, 1994, epíleg de Mauro Bersani; Francesco Rossi, Carrara, 2004, traducció a l'alemany "Monte Ignoso" per Dora Mitzky, Berlín-Viena-Leipzig, Paul Zsolnay Verlag, 1933.
- Suburbios, Bompiani, Milà, 1933; Edipo editor, Salerno, 2016, introducció i curada per Marinella Mascia Galateria; Traducció alemana de Richard Hoffmann, "Spiele am Abgrund (Jocs sobre l'abisme)", Berlín-Viena-Leipzig, Paul Zsolnay Verlag, 1935.
- Nacimiento y muerte del ama de casa, Bompiani, Milà, 1945; Bompiani, Milán, 1970, introducció de Cesare Garboli; Tartaruga, Milà, 1982, introducció de Silvia Giacomoni, Isbn, Milà, 2009, amb un assaig de Marina Zancan; Traducció a l'alemany de Maja Pflug, " Die Geburt der Hausfrau und ihr Tod ", Frauenbuchverlag, Munchen, 1983, traducció a l'anglès e introducció de Marella Feltrin Morris, "Nacimiento y muerte de la ama de casa ", Albany, Nova York, Estado University of New York Press (SUNY), 2009; traducció al francès de Marilène Raiola, próleg de Marinella Mascia Galateria, annex de Marilène Raiola, "La Massaia, Naissance et mort de la fée du foyer", Edicionsde la Martinière, París, 2018.
- Yo, Massimo y los demás. Autobiografía de una hija del siglo, comissariada por Maria Vittoria Vittori, Rusconi Editore, Milà, 1995.

### Contes i novel·les
- Dècada de la mort, presentació de Massimo Bontempelli, Alberto Stock, Roma, 1931.
- Racconto grosso i altres, Bompiani, Milà, 1941.
- Diàlegs de vida harmònica, Editoriale Domus, Milà, 1942.
- Col·loqui nocturn, prefaci de Maria Rosa Cutrufelli, introducció i edició de Maria Vittoria Vittori, Edizioni La luna, Palermo, 1994.
- Cinquale. Tres històries, editades per Corrado Giunti, epíleg de Marinella Mascia Galateria, Francesco Rossi Editore, Carrara, 2004.

### Poemes
- Poemes, Bompiani, Milà, 1947.

### Treballs
- Viatge d'Europa, de la història homònima de Massimo Bontempelli, música de Vittorio Rieti. Primera actuació: Auditori della Rai en Roma, 9 d'abril de 1955.
- (amb Bindo Missiroli) Vivì, drama líric en 3 actes i 6 pintures, música de Franco Mannino, De Santis, Roma 1956; Curci, Milán, 1962. Primera actuació: Teatre San Carlo de Nàpols, 28 de març de 1957.
- Luisella, drama en 4 pintures del conte homònim de Thomas Mann, música de Franco Mannino, Ricordi, Milán, 1969. Primera actuació: Teatre Massimo de Palermo, 28 de febrer de 1969.
- La Madrina, del conte homònimo d'Òscar Vadislas de Lubicz Milosz, música de Cesare Brero. Primera actuació: Auditori della Rai en Roma, 19 de juliol de 1973.
- (amb Beppe de Tomasi) El retrat de Dorian Gray, un drama de dos temps i 8 pintures de la novel·la homònima d'Oscar Wilde, música de Franco Mannino, Curci, Milà, 1974. Primera actuació: Teatre Massimo Bellini de Catania, 12 de gener de 1982.

### Teatre
- (amb Massimo Bontempelli) L'enfonsament del Titanic, un drama escrit entre 1928 i 1929.

### Traduccions dels francès
- Geneviève Tabouis, Sibari, Els gregs en Itàlia, Editorial Sansoni, Florencia, 1958.
- Valery Larbaud, AOBarnabooth: les seves obres completes: El pobre fabricant de camises, Poemes, Diari, Bompiani, Milà, 1969; Editorial El Editor, 1990.
- Honoré de Balzac, La nena dels ulls daurats, Einaudi, Turin, 1977.
- (amb Massimo Bontempelli) Stendhal, Memòries de l'egoisme, Mina di Vanghel, Vanina Vanini, Curcio, Roma, 1978.
- JA Barbey d'Aurevilly, The Cavaliere des Touches, Armando Curcio Editore, Roma, 1979.
- Héctor Malot, Sense família, Giunti Marzocco Editore, Florència, 1979.
- (amb Gesualdo Bufalino), Madame de La Fayette, Amor gelós. Tres pisos, Sellerio, Palermo, 1980.

### Administracions judicials
- Massimo Bontempelli, Contes i novel·les, 2 vols. editat per Paola Masino, Mondadori, Milà 1961.

## Programes de ràdio RAI
- Escriptors al micròfon, Paola Masino, reunions amb el personatge, dimarts 27 de febrer de 1951, xarxa vermella 22, 25.